# Ferdinand Ellerman

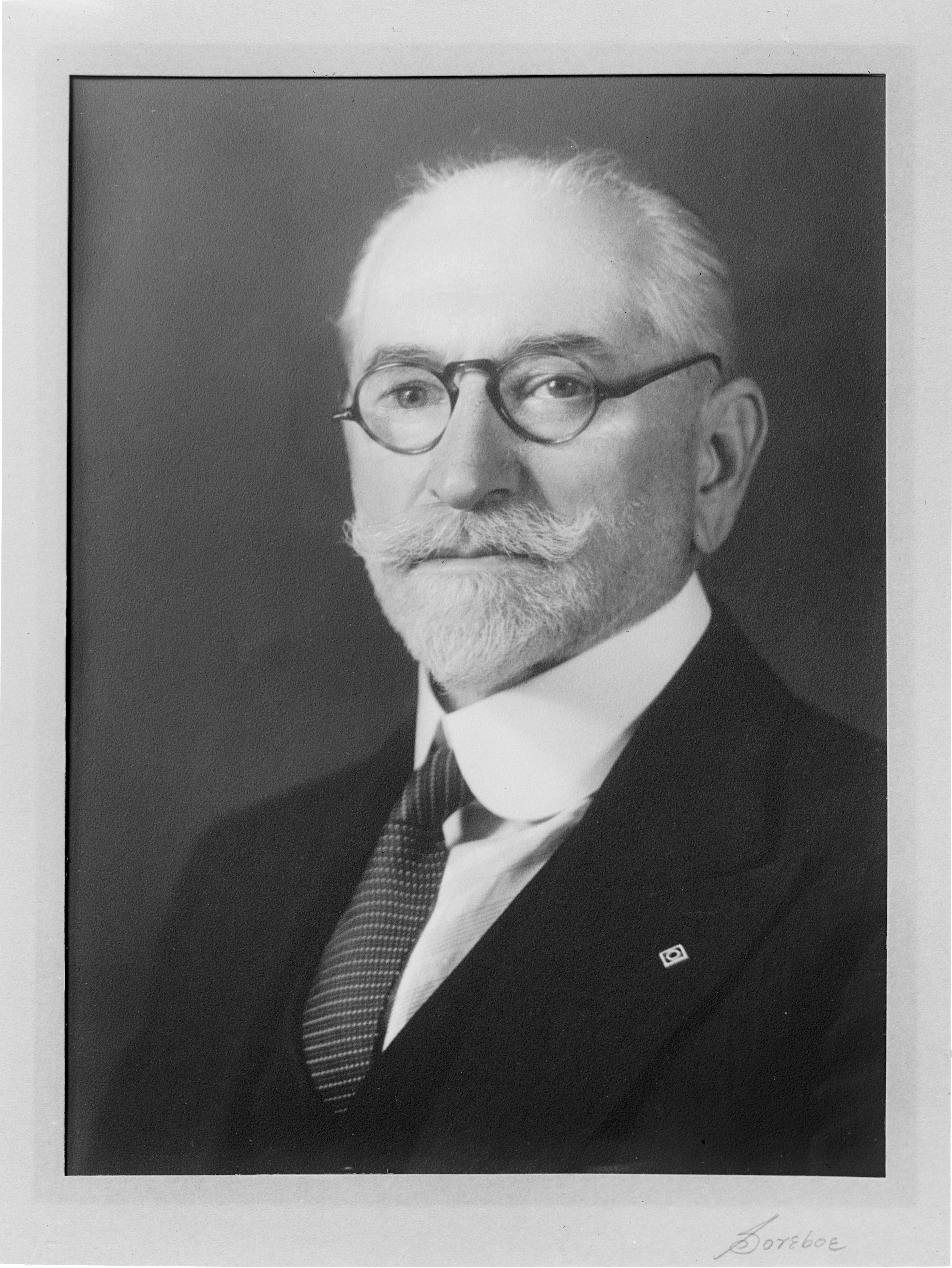
Ferdinand Ellerman

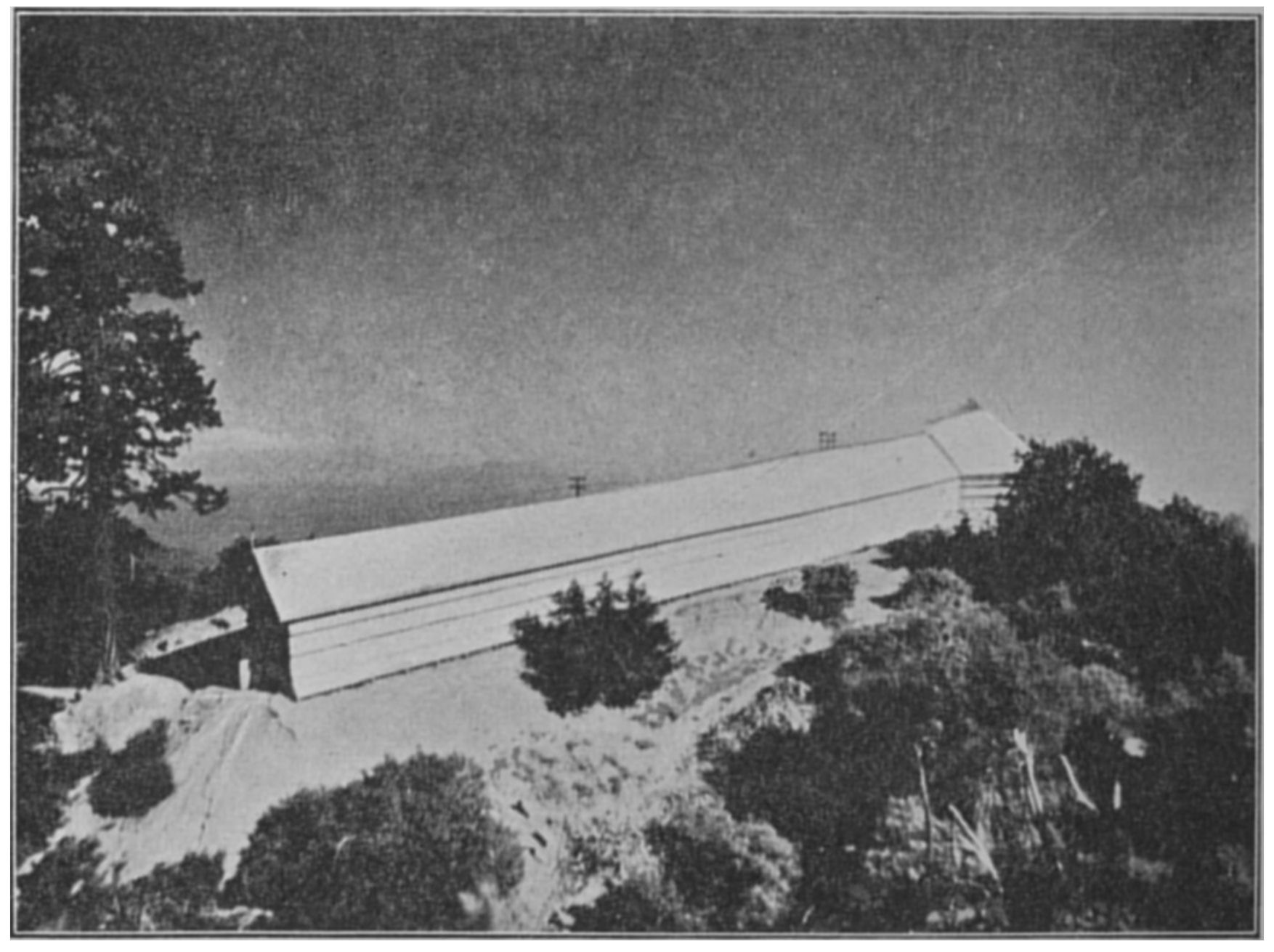
Das lange Wetterdach für das Snow Horizontal Telescope

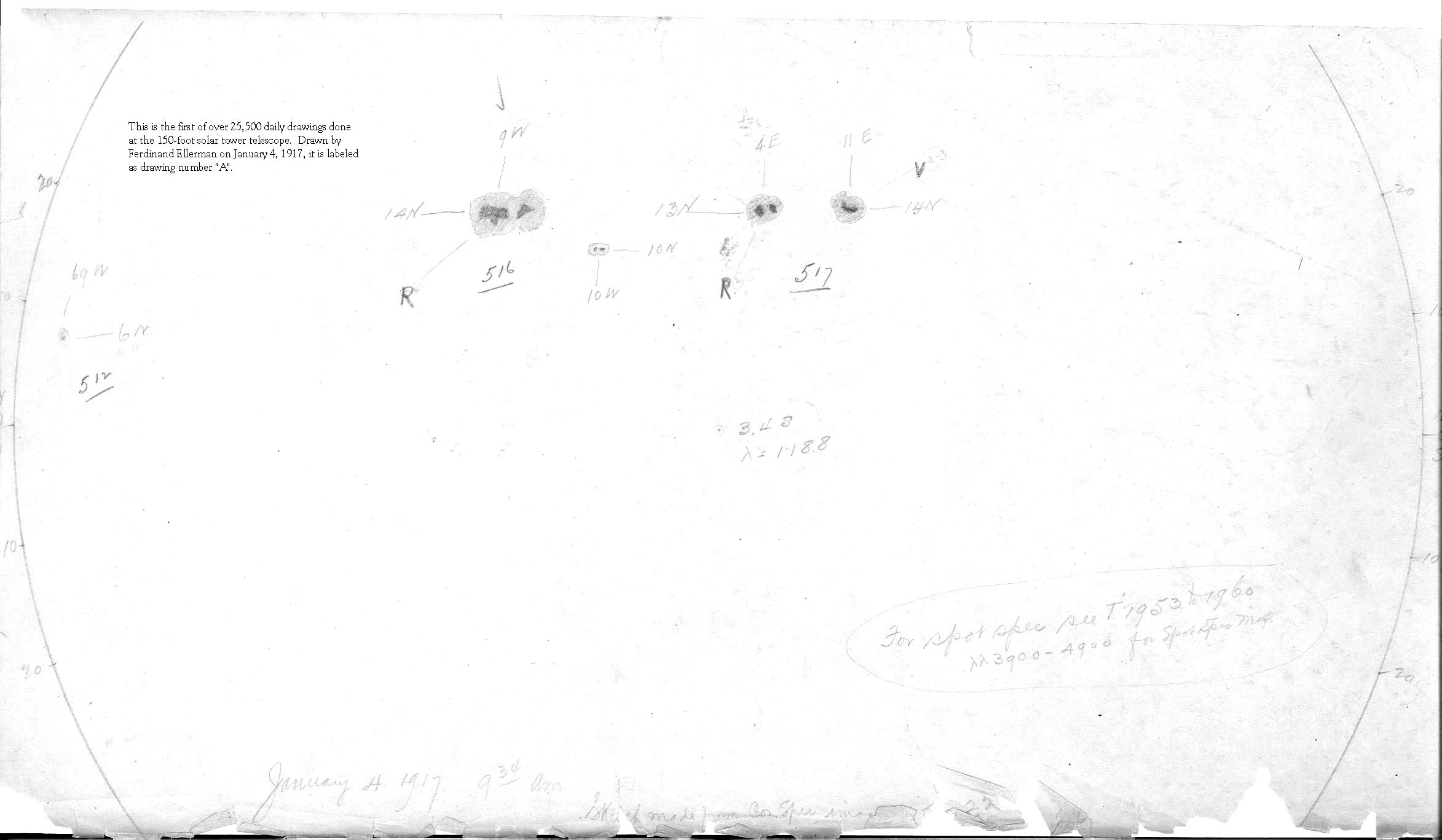
Sonnenflecken-Illustrationen von Ellerman, 1917

Ferdinand Ellerman (* 13. Mai 1869 in Centralia (Illinois); † 20. März 1940 in Los Angeles (Kalifornien)) war ein US-amerikanischer Astronom und Fotograf. Er verbrachte den Großteil seiner Karriere als Mitarbeiter des Sonnenastronomen George Ellery Hale und er ist bekannt für seine Untersuchungen eines Sonnenphänomens, das später Ellerman-Bombe genannt wurde.

## Leben
Ferdinand Ellerman wurde am 13. Mai 1869 als Sohn von Mathias Ellerman und Rosa A. geb. Fleischbein in  Centralia (Illinois) geboren. Er besuchte die High School in Belleville (Illinois) und zog dann wegen einer Anstellung an der James S. Kirk Company, einem in der Seifenherstellung tätigen Unternehmen, nach Chicago.
In seiner Arbeit erwarb er sich Fertigkeiten in der Nutzung von Werkzeugmaschinen und der Fotografie.
Im Jahre 1892 wurde Ellerman von Hale als Assistenzastronom an dessen privatem Kenwood Astrophysical Observatory in Chicago angestellt, dieses Arbeitsverhältnis sollte bis zu Hales Tod 1938 bestehen bleiben. Wahrscheinlich trafen sich die beiden zum ersten Mal im November 1890 auf dem Gründungstreffen der Chicagoer Sektion der Astronomical Society of the Pacific, und Ellerman hatte möglicherweise zunächst als Volontär für Hale gearbeitet. Ellerman leistete viel Beobachtungsarbeiten für Hale, der sich auf Reise- und Planungsaktivitäten fokussierte.
Am 16. Mai 1895 schloss er die Ehe mit Hermine Louise Hoenny, woraus am 29. Juli 1901 ihre Tochter Louise hervorging.
Als Hales die Errichtung des Yerkes Observatory begann, brachte er 1895 auch Ellerman mit. Ellerman fügte sich gut in die neue Umgebung ein, er wurde 1899 zum Verwalter des örtlichen Schuldistrikts gewählt. Er verbrachte viel Beobachtungszeit mit dem Rumford Spektroheliografen sowie mit der Fotografie von Sternsprektren der vierten Secchi-Klasse, die man heute Kohlenstoffsterne nennt. Im Jahr 1900 nahm er an der AAS-Expedition zur Beobachtung einer Sonnenfinsternis nach  Wadesboro in  North Carolina teil.
Im März 1904 begleitete er Hale auf einer Expedition zur Untersuchung der Sichtbedingungen auf dem Mount Wilson in Kalifornien, um die Eignung für ein von der Carnegie Institution zu finanzierendes Observatorium zu prüfen. Anfänglich war als Instrument das Snow Horizontal Telescope, ein Sonnenteleskop aus Chicago, geplant. 
Das Instrument wurde am 15. März 1905 in Betrieb genommen, als Beobachter am neuen Sonnenspektrographen war hauptsächlich Ellerman tätig.
In der Anfangszeit fotografierte er die Sonne nahezu täglich in weißem Licht, später nahm er Bilder in bestimmten Wellenlängen auf.
Sein Reparaturgeschick und Improvisationstalent waren in der abgeschiedenen Bergwelt unschätzbar, schnell war dem Observatorium eine voll ausgerüstete Werkstatt für Ellerman an die Seite gestellt. Die weitere Entwicklung des Mount-Wilson-Observatoriums hatte er fotografisch dokumentiert.
Ellermans Arbeit mit Hale führte zur Entdeckung von Sonnenwirbeln, die ihrerseits 1908 zur Ermittlung magnetischer Felder von Sonnenflecken führten. In der späteren Arbeit konnten verschiedliche magnetische Pole der Sonnenflecken unterschieden werden, was schließlich zur Entdeckung der Umkehr der Magnetfelder in diesen Strukturen führte.
1910 hatte das Carnegie Institut Ellerman eine Einmannexpedition zur Beobachtung des Halleyschen Kometen auf den hawaiianischen Inseln bewilligt.
Als er am 28. März dort ankam, war seine Beobachtungsstation auf Diamond Head (Hawaii) eingerichtet. Er erblickte den Kometen erstmalig am 14. April und konnte ihn bis zum 25. April beobachten. Trotz Wolken und ungünstiger Windbedingungen gelangen ihm insgesamt 73 Aufnahmen an 36 Zeitpunkten.
1915 untersuchte Ellerman an mehreren Orten der unteren Chromosphäre ein ungewöhnliches Phänomen, es handelte sich um helle Emissionen in den Ausläufern der H-alpha-Linie. Dieses Phänomen wurde wegen seiner kurzen Dauer von nur 10 bis 20 Minuten später als Ellerman-Bombe bezeichnet,
es war allerdings schon 1900 von Walter M. Mitchell in der Nähe aktiver Regionen auf der Sonne entdeckt worden.
Am 20. Juni 1927 erhielt Ellerman vom Occidental College (Los Angeles) einem Ehren-Master-of-Science-Titel. Im Frühjahr 1929 begleitete er Edwin Hubble und Milton Humason auf mehreren Reisen, einen geeigneten Standort für das geplante Hale-Teleskop zu finden, die sie in hügelige Regionen südlich von Los Angeles und nach Arizona führten. Ellerman richtete als der „Mechaniker“ des Teams kleinere Teleskope zur Prüfung der Sichtbedingungen ein. Seine Berichte hatten schließlich starken Einfluss auf den finalen Standort am Mount Palomar.
1938 trat Ellerman in den Ruhestand. Während eines Grippeanfalls erlag er am 20. März 1940 einer Lungenentzündung am Queen of Angels Hospital in Los Angeles.
Der Mondkrater Ellerman wurde 1970 von der IAU nach Ferdinand Ellerman benannt.